# Psalidognathus superbus
Espèce
Psalidognathus superbus est une espèce de coléoptères de la famille des Cerambycidae. C'est un insecte rare et apprécié des collectionneurs.

## Description
Ce gros capricorne mesure entre 5 et 6,5 cm.

## Répartition
Il vit dans le nord de l'Amérique du Sud. On le trouve au Brésil, en Colombie, en Équateur, au Panamá, au Pérou et au Venezuela.